# Герман I фон Блісгау
Герман I фон Блісгау (нім. Hermann I. von Bliesgau; бл. 870 — 11 квітня 924) — 8-й архієпископ Кельна в 889—924 роках.

## Життєпис
Походив з роду Еренфрідингів (згодом відомому як Еццонени). Другий син Еренфріда I фон Маасгау, графа Блісгау, та Адельгунди (доньки Конрада Вельфа, маркграфа Трансюранської Бургундії). Народився близько 870 року. Замолоду був одружений, ймовірно з представницею династії Конрадинів. Напевне лише після смерті дружини звернувся до церковної служби.
У 889 році був обраний новим архієпископом Кельна. На це вплинули, ймовірно, важливе місце його роду в Лотарингії та вага родичів по материнській лінії. Спочатку намагався повернути під владу Кельна єпископство Бременське, яке 860 року передано було до Гамбурзького архієпископства.
890 року брав участь в Форгаймському синоді. У 893 році папа римський Формоз погодився повернути Бременську єпархію до складу Кельнського архієпископства. 895 року вплинув на імператора Арнульфа, який відновив Лотарингію як королівство, передавши її Цвентібольду. На дяку призначається архікапеланом (головою) капели (ради) Цвентібольда, короля Лотарингії. Залишався на цій посаді до 897 року. 895 року брав участь в Трібурському синоді.
909 року новий папа римський Сергій III відокремив Бременську єпископію від Кельнської єпархії, повернувши її до складу Гамбурзького архієпископства. Разом з тим Герман I фон Блісгау зберіг гарні відносини з Папським престолом.
921 року брав активну участь в укладанні Боннського договору між Генріх I, королем Східнофранкської держави, та Карлом III, королем Західнофранкського і Лотаринзького королівств. 922 року брав участь в Кобленцькому синоді. Того ж року перевів черниць Ґерресгаймського монастиря, зруйнованого угорцями, до монастиря Св. Урсули в Кельні, надавши останньому привілеї Ґерресгаймського монастиря.
Помер 924 року. Поховано в Старому Кельнському соборі.